# Oreodytes laevis
Oreodytes laevis là một loài bọ cánh cứng trong họ Bọ nước. Loài này được Kirby miêu tả khoa học năm 1837.